# Battaglia di Montelungo
La battaglia di Montelungo fu combattuta durante la seconda guerra mondiale, nel corso della campagna d'Italia.
Fu il primo episodio dopo la dichiarazione di guerra dell'Italia alla Germania che vide in azione una nuova formazione militare italiana del cosiddetto Esercito cobelligerante a fianco degli alleati.
Il primo attacco degli italiani venne duramente respinto dai soldati tedeschi l'8 dicembre 1943 in quanto i soldati statunitensi non presero San Pietro Infine e quindi non diedero un adeguato supporto di artiglieria e per la diradazione della nebbia che avrebbe dovuto coprire i soldati; successivamente con una migliore cooperazione, gli Italiani con un secondo attacco conquistano Monte Lungo il 16 dicembre. I tedeschi ripiegarono ordinatamente sulla successiva posizione fortificata della Linea Gustav.

## Storia

Fanti italiani all'assalto sulle pendici di Montelungo, Caserta, dicembre 1943

Il comando alleato, per saggiare le capacità operative di questo nuovo reparto, gli assegnò un compito non semplice: attaccare e conquistare Monte Lungo, nel comune di Mignano Monte Lungo, in provincia di Caserta.
Per opporsi all'avanzata nemica, i tedeschi avevano fatto saltare in aria il 29 e il 30 settembre varie abitazioni, la fortezza, il municipio ed il ponte sul torrente Rava, unico passo tra la consolare Casilina ed il centro di Mignano. Il 3 dicembre gli italiani, appoggiati da due reggimenti di fanteria ed un battaglione di ranger statunitensi, ricevettero l'ordine di conquistare monte Lungo, ritenuto sino alla fine importantissimo, sia per i tedeschi che lo utilizzavano come sbarramento per evitare l'avanzata alleata nella piana e per controllare la ferrovia e la Casilina, sia per gli alleati che lo consideravano cruciale per passare oltre e dirigersi verso Cassino e per strappare il controllo sulla storica strada.
L'8 dicembre, come previsto nei piani alleati, attaccarono avanzando coperti dalla spessa nebbia, ma questa venne spazzata inaspettatamente da un forte vento: il Raggruppamento, preso di infilata da postazioni laterali che gli statunitensi non erano riusciti a conquistare, subì forti perdite e fu costretto a ripiegare.
Nei giorni seguenti furono diramati gli ordini per un nuovo attacco, con un nuovo piano di battaglia. Esso prevedeva la caduta delle principali vette del gruppo di monte Lungo, da destra verso sinistra a cominciare da quota 950, cima Sammucro, San Pietro Infine e Monte Lungo. Preceduto da circa tre quarti d'ora di fitto tiro d'artiglieria, alle 09:15 del 16 dicembre fanti e bersaglieri italiani ripartirono alla conquista del monte. A differenza della prima volta, ora erano coperti dal 142º reggimento statunitense già appostato su Monte Maggiore. I tedeschi dopo avere difeso strenuamente il monte, posizione dopo posizione, furono costretti al ripiegamento per evitare di restare isolati ed alle ore 12:30 le bandiere italiana e USA sventolavano in cima al monte.
Alla fine i tedeschi dovettero infine ripiegare, ma guadagnarono tempo per approntare le posizioni di quella che sarebbe stata la Linea Gustav, ritardando considerevolmente l'avanzata alleata.

## Le forze
Dopo molte insistenze da parte del Comando supremo militare italiano, che aveva già ottenuto l'utilizzo di varie unità navali al fianco degli Alleati, un reparto italiano venne inviato al fronte per un'operazione di sfondamento delle linee tedesche. Questo reparto, istituito il 27 settembre 1943 a San Pietro Vernotico (BR), avente la consistenza di una brigata, era stato denominato I Raggruppamento Motorizzato; costituito con soldati di tutte le regioni d'Italia con uniformi logore e raccogliticcie ed equipaggiato con armamento leggero (compresi mortai Brixia Mod. 35 e mitragliatrici Breda Mod. 37) con il supporto di un gruppo di artiglieria, era stato dotato di tutti i camion che la logistica militare italiana era riuscita a reperire, e non aveva avuto alcun aiuto alleato in termini di materiali.
Il raggruppamento era a disposizione del generale americano Geoffrey Keyes. Guidato dal generale Vincenzo Dapino, venne incaricato di partecipare allo sfondamento della Linea del Volturno, ed era formato dal 67º Reggimento fanteria "Legnano", dal 51º Battaglione bersaglieri allievi ufficiali di complemento, dall'11º Reggimento artiglieria, dal 5º Battaglione controcarro, da una compagnia mista del genio e da un'unità di servizi.. La bandiera di guerra era quella della divisione Legnano.

### Cittadinanza Onoraria
La Città di Mignano Monte Lungo, ha concesso la propria "Cittadinanza Onoraria" a:
- tutti gli ex-combattenti della Battaglia di Montelungo (07-16.12.1943), con Delibera del Consiglio Comunale n° 49 del 20.04.1969;
- tutti gli ex-combattenti dell'ANCFARGL - Associazione Nazionale Combattenti della Guerra di Liberazione Inquadrati nei Reparti Regolari delle Forze Armate (Guerra di Liberazione, 08.09.1943-02.05.1945), con Delibera del Consiglio Comunale n° 2 del 24.01.1996.